# 南平 (臺灣)
南平，是臺灣彰化縣員林市的一個傳統地域名稱，位於該市西北部。相較於今日行政區，其範圍大致包括和平里不含東南端、新生里不含東南端一小塊地、南平里、南興里、大埔里、源潭里。

## 歷史
台灣清治末期至日治初期，南平地區為一街庄，稱為「南平庄」，隸屬於燕霧下堡。該庄北與擺塘庄為鄰，東北一小段與蓮花池庄為界，東與三條圳庄、員林街為鄰，南邊為瓦磘厝庄，西邊為大埔心庄。
1901年（日治明治三十四年）11月，全台廢縣廳改設二十廳，該庄隸屬於彰化廳。1903年（明治三十六年）6月，該庄編入「員林區」，隸屬於彰化廳。1909年（明治四十二年）10月，合併二十廳為十二廳，員林區改隸屬於臺中廳。1920年（大正九年），該庄改制為「南平」大字，隸屬於臺中州員林郡員林街，大字下有「南平」、「大埔厝」小字名。
戰後員林街改制為員林鎮，隸屬於臺中縣，大字亦改制為里。1950年10月，中、彰、投分治，員林鎮改隸屬彰化縣。2015年8月，員林鎮因人口數超過新的標準而升格為員林市。

## 聚落
本地區發展較早的聚落有南平、大三角潭、大埔厝等，在日治期初期的官方地圖上已有記載。此外，本地區尚有馮厝、水尾、崙仔厝、蝦湳、吳厝等聚落。

## 交通
台鐵縱貫線是台灣西部南北鐵路幹線，大致以北北西—南南東走向轉縱向經過南平地區東部近邊界地帶，並於東部邊界南側設有員林車站。該站屬一等站，停靠部分普悠瑪號、太魯閣號，絕大部分自強號及其餘全部列車。由此車站可前往台鐵沿線各站。
省道台1線又稱「縱貫公路」，是台北至屏東楓港的傳統平面幹道，大致以東北—西南走向繞大彎轉縱向經過本地區東部。由該道路向東北轉北微東可前往大村、花壇、彰化、烏日等地，向南轉南南西可前往埔心、永靖、田尾、溪州等地。
縣道141號（中山路二段）是員林至林內的道路，大致以縱向經過本地區東部邊界一小段。由該道路向北可前往三條圳西北部並止於省道台1線路口，向南轉南南東可前往員林市中心、社頭、田中、二水、林內等地。
縣道148號（員鹿路）是王功至草屯的道路，大致以西南西—東北東走向轉西北西—東南東走向再轉西向東經過本地區南部邊界東段，並與省道台1線交會。由該道路向西南西可前往埔心、溪湖、芳苑等地，向東可前往員林市中心、芬園南部、草屯等地。
鄉道彰55線（源潭路、吳厝—大三角潭道路、三潭巷、源潭路、源泉路）是馬鳴山至員林的道路，其南側端點位本地區南部邊界地帶東側的縣道148號路口。由此向西北轉西微南沿邊界而行，再轉西北入境，至源潭路巷路口轉西南，順路繞大彎轉西北，經鄉道彰76線起點路口後續行，至大三角潭聚落南側轉南南西再轉西南到達本地區西南部邊界，轉西北沿邊界蜿蜒而行，轉北北西出境後可前往坡心北部凸出部分、大崙、大崙與加錫交界地帶、加錫、陝西、秀水、安東、馬鳴山並止於鄉道彰18線路口。
鄉道彰71線（員大路二段～一段）是大村至南平的道路，其南側端點位於本地區中部偏南的鄉道彰76線路口。由此向北北西轉西北再轉北北西出境後，可前往擺塘西南部、擺塘與大村交界地帶並止於大村聚落東南郊的縣道146號路口。
鄉道彰73線（擺塘巷、員林大道、新生路、雙平路、新生路）是溝邊至南平的道路，其南側端點位於本地區東部偏南的鄉道彰76線路口。由此向北轉西再轉北，經省道台1線路口後至員林大道路口轉西（該路口被員林大道中央分隔島隔斷而無法直通轉向，必須繞路而行）後，繞大彎轉西南西至擺塘巷路口轉西北（該路口被員林大道中央分隔島隔斷，順樁無法通行轉彎，必須繞道而行）再轉東北，至復興二街路口轉北北西再轉北北東出境後，再轉北北西可前往擺塘、過溝並止於鄉道彰58線路口。
鄉道彰76線（南潭路、員大路一段、靜修路）是源潭至中東的道路，其西側端點位於本地區南部偏西的於鄉道彰55線路口。由此向北北東轉東蜿蜒而行，經省道台1線路口、鄉道彰73線終點路口後出境，可前往員林市中心北側、三條圳、東山中部偏南並止於縣道137號路口。

## 學校
- 員林高中
- 員林國中
- 靜修國小